# Philipp von Brunnow

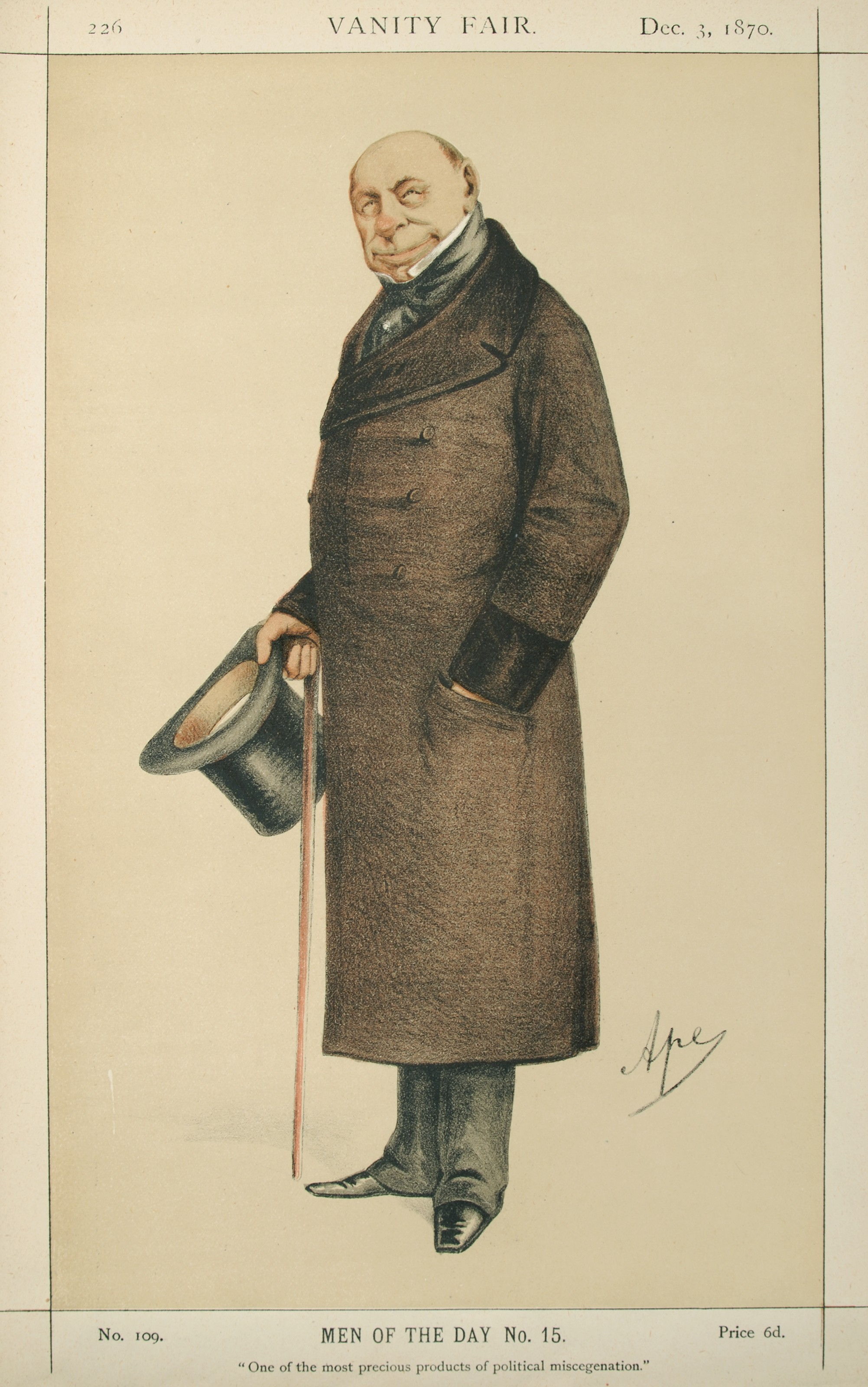
Philipp von Brunnow, Karikatur von Carlo Pellegrini (1870)

Ernst Philipp Graf von Brunnow (* 31. August 1797 in Dresden; † 12. April 1875 in Darmstadt) war ein russischer Diplomat.

## Leben

### Herkunft und Familie
Er entstammt der kurländischen Line des Adelsgeschlechts von Brunnow. Seine Eltern waren der kursächsische Oberst Johann Ernst von Brunnow (1751–1822) und dessen Ehefrau Maria Elisabeth Philippine von Lieven (1762–1844). Der Schriftsteller George von Brunnow war sein Bruder.
Mit seiner 1829 in Odessa geehelichten Gattin Sabina Charlotte von Bruce (1799–1874) hatte er eine Tochter Helene (1835–1859). Diese war mit dem preußischen Diplomaten Anton von Magnus (1821–1882) vermählt.

### Werdegang
Brunnow studierte von 1815 bis 1818 in Leipzig Jurisprudenz und Staatswissenschaften und trat dann in den russischen Staatsdienst. Nachdem er bei mehreren Gesandtschaften und in der nächsten Umgebung Nesselrodes eingesetzt worden war und auch am Feldzug gegen die Türken 1828/29 als Zivilkommissar teilgenommen hatte, wurde er 1839 Gesandter in Stuttgart und 1840 Botschafter in London. Hier kam unter seiner besonderen Mitwirkung der Vertrag vom 15. Juli 1840 zustande, in dem sich Russland, Österreich, Preußen und Großbritannien unter Ausschluss Frankreichs zur Friedensstiftung im Orient einigten.
Vornehmlich sein Werk war auch das Londoner Protokoll vom 8. Mai 1852, durch das die Interessen Russlands und Großbritanniens im Norden Europas solidarisch verbunden werden sollten. Infolge der orientalischen Verwicklungen 1854 abberufen, wurde Brunnow im Oktober 1855 zum russischen Gesandten am Bundestag zu Frankfurt ernannt.
Der Thronwechsel in Russland führte Brunnow auf den Schauplatz der großen diplomatischen Tätigkeit zurück. Im Verein mit dem Grafen Orlow vertrat er Russland auf dem Friedenskongress zu Paris von 1856, ging dann 1857 als Gesandter nach Berlin, kehrte aber im März 1858 in gleicher Eigenschaft nach London zurück und wurde am 19. Dezember 1860 zum Rang eines Botschafters erhoben.
Es gelang ihm jedoch nicht, das alte gute Einvernehmen zwischen Russland und Großbritannien wiederherzustellen; namentlich 1863 während der Verhandlungen über Polen hatte er einen harten Stand.
Mehr Sympathien beim britischen Volk fand er als Vertreter Russlands bei den Londoner Konferenzen, die 1864 wegen Schleswig-Holstein stattfanden, und wo er mit großem Eifer, jedoch vergeblich, die dänischen Interessen verfocht. Auch wohnte er wegen der luxemburgischen Angelegenheiten dem Londoner Kongress von 1867 bei. Im Juni 1870 ging er als Botschafter nach Paris, wurde aber im Februar 1871 in gleicher Eigenschaft abermals in London akkreditiert und wohnte hier der Pontuskonferenz bei.
Seit Dezember 1858 war er Ehrenmitglied der Russischen Akademie der Wissenschaften in Sankt Petersburg. Er wurde 1871 in den russischen Grafenstand erhoben. Im Juli 1874 zog er sich wegen hohen Alters von seinem Botschafterposten zurück.